# Magyar Athenas
A Magyar Athenas, Bod Péter összeállításában megjelent irodalmi lexikon, amelyben a szerző 528 író életét és munkásságát ismerteti, s feljegyez továbbá 62 névtelenül megjelent munkát is. Teljes címe: Magyar Athenas avagy az Erdélyben és Magyar országban élt tudos embereknek, nevezetesebben a' kik valami, világ eleibe botsátott irások által esméretesekké lettek, 's jo emlékezeteket fen-hagyták historiájok mellyet sok esztendők alatt, nem kevés szorgalmatossággal egybe-szedegetett, és az mostan élöknek, 's jora-valo felserkentésekre közönségessé tett. A Bod-féle első betűrendes számbavétel a kor magyar íróiról és tudósairól a művelődés jelképévé vált görög városról kapta címét azzal a céllal, hogy a magyar szerzők is „tsináljanak egy Athenast s láttassanak meg...” – írja a szerző egyik levelében. A Magyar Athenas nem választja el a szépirodalmat a tudományos irodalomtól, s általában az írásbeliséget teszi a címszavak kritériumává. A művet címlapja szerint 1766-os keltezéssel tervezték kiadni, de a szerző ajánlása szerint valójában csak 1767-ben jelentették meg.

## Keletkezése és forrásai
Bod Péter eredetileg Erdély 16–18. századi íróit akarta gyűjteményében bemutatni Dacia Literata címen; ezt a tervét már 1753. április 12-én Halmágyi Istvánhoz írt levelében említette. Utóbb gyűjtést magyarországi írókkal is kibővítette, így keletkezett a Literata Panno-Dacica című, 282 címszót tartalmazó kézirata, amely a Magyar Athenas alapja.
Az anyag összegyűjtésével a bevezető szerint húsz éven át foglalkozott; fő forrásai Bethlen Kata könyvtárának jegyzéke (190 szerző), Czvittinger Dávid Specimen Hungariae literatae című munkája (138 szerző), saját Historia Hungarorum ecclesiastica című egyháztörténete (224 szerző) voltak. Ezen kívül felhasználta saját könyvtárának jegyzékét, különféle történeti forrásokat és egyéb közléseket is. A lexikon anyagának összegyűjtésében Ráday Gedeon is segítette; Ráday maga is hasonló művet szándékozott összeállítani, de Bod tervéről értesülve egész addig összegyűjtött anyagát elküldte neki. Bod Péter emellett árverésekre járt, kéziratos hagyatékokat vizsgált át, sírfeliratokat gyűjtött; számos kortárs szerzővel személyes vagy levelezési kapcsolatban állt.

## Tartalma
A Teleki grófoknak ajánlott lexikon 528 író életét és munkásságát ismerteti, s feljegyez továbbá 62 névtelenül megjelent munkát is. A magyar írók mellett nem hiányoznak az erdélyi szászok (például Hontérus János, Bomel Tamás, Smeitzel Márton, Vágner Bálint) és magyarországi tótok sem, mivel Bod Péter őket is a magyar nemzet részének tekintette. A legtöbb ismertetett mű a teológia tárgykörébe tartozik, ezen belül a kiemelt helyet foglalnak el a magyarországi reformációt megalapozó szerzők, különösen a Biblia-fordítók (Abádi Benedek, Dévai Bíró Mátyás, Heltai Gáspár, Méliusz Juhász Péter, Szenczi Molnár Albert). Szép számmal szerepelnek a lexikonban történetírók, írók, költők, de orvosok (Balsaráti Vitus János), földrajztudósok (Tomka Szászky János), csillagászok (Kisztei Péter), állatorvosok (Miskolczi Gáspár, Cseh Márton) is. A művek felsorolása a kéziratokra is kiterjedt.
Az egyes cikkek terjedelme nem a fontossággal arányos, hanem a Bod számára rendelkezésre álló adatok mennyisége határozta meg; igen rövidek például Balassi Bálint, Rimay János, Gyöngyösi István, Janus Pannonius, Zrínyi Miklós életrajzai.

## Értékrendje
Így ír  művének ajánlásában: „Valamiképpen a hazának ártani nem szabad, azonképpen annak nem használni, mikor lehetne, nagy vétek”.
A Bod Péter által írt jellemzésekből kitűnik, hogy azt tartja elismerésnek méltónak, aki tudósként a közjót szolgálja. A nemesség igazi érdeme a tudomány támogatása. Értékrendjének alapja a tudás és a teljesítmény; sem a nőírókat (Bethlen Kata, Lorántffy Zsuzsanna, Petrőczy Kata Szidónia, Daniel Polixénia), sem a más felekezetűeket nem hagyta ki művéből. Dicséri azokat, akik a tudást keresve alacsony sorból emelkedtek ki szorgalmukkal és kitartásukkal. Noha a szerző hivatása szerint református lelkész, és a református szerzőkről terjedelmesebben és személyesebb hangon ír, túllépett a hitviták korszakán, és elismerően szól például a jezsuita Kazy Ferencről vagy az unitárius Kolozsvári Dimién Pálról.
A mű bevezetője Coccejus és Descartes hatását mutatja: Bod isteni találmánynak tartja az írást, és különös súlyt helyez a tanulásra: „az elme olyan, mint a jól mívelt szántó föld, mellyet mennél inkább mívelnek, annál inkább terem.” A tudományos mű szerzője számára az írás személyiségének kifejezési lehetősége: „valamikor írsz valamit, mindenkor az embereknek a te erköltsödről és elmédről kéz írást adsz.”

## Stílusa
A mű bája Szerb Antal szerint anekdotikus jellegéből adódik. Az egyes írói életrajzokat nem a száraz tudományosság jellemzi, inkább olvasmányos portréknak nevezhetőek, hiszen a lexikon a nagyközönség számára íródott. Ugyan jellemzéseiben sztereotípiákat is használ (visszatérő kifejezések például az „alávaló,” a „hathatós,” a „hatalmasan oltalmazta” vagy a „visszakiáltó lelkiesméret”), de számos friss, közvetlen képet is használ (például Szegedi Kis István „úgy megveretett, hogy az inge is testén vérben keveredék”).

## Fogadtatása, kiadásai, hatása
1768-ban egy királyi leirat elrendelte a megjelent példányok lefoglalását és a szerző elleni vizsgálat indítását „a katolikus egyházat és ennek következtében az uralkodóházat bántalmazó részek” miatt.
A lexikon bővített kiadására egymástól függetlenül Szerencsi Nagy István és Szathmári Pap Mihály is készültek, de egyikük sem valósította meg tervét. Szintén kéziratban maradt Benkő József Bod Péter Athenására való pótlások című munkája.
1817-ben Döbrentei Gábor, 1864-ben Toldy Ferenc egyaránt elismerően szóltak arról a fáradhatatlan szorgalomról, amely szükséges volt a lexikon létrehozásához. A Magyar Athenas mindmáig forrásértékű mű; számos könyvről egyedül innen van adat.
1982-ben válogatás jelent meg Bod Péter műveiből, amely a Magyar Athenas szövegének mintegy felét tartalmazta. 2003-ban a Pytheas Kiadó a teljes lexikont kiadta hasonmás kiadásban.
1882-ben Uj magyar Athenás címen jelent meg az újabbkori magyar protestáns egyházi írók életrajz-gyűjteménye, Sz. Kiss Károly, Kálmán Farkas, Bierbrunner Gusztáv műve. 2008-ban Gréczi Emőke és Kiss Ferenc szerkesztésében jelent meg az Új magyar Athenas: válogatás az Alexandra antikvárium kincseiből című kötet.